# NGC 7389
NGC 7389 é uma galáxia espiral (S?) localizada na direcção da constelação de Pegasus. Possui uma declinação de +11° 34' 00" e uma ascensão recta de 22 horas, 50 minutos e 16,0 segundos.
A galáxia NGC 7389 foi descoberta em 27 de Novembro de 1850 por William Parsons.